# Thomas Javeblad
Thomas Javeblad, född 22 september 1962 i Västerås, är en svensk före detta professionell ishockeymålvakt. Han har spelat för Luleå HF, HV71 och Västerås Hockey under sin karriär.